# Enchanted Arms
Enchanted Arms est un jeu vidéo de rôle développé par From Software et sorti en 2006 sur Xbox 360 et en 2007 sur PlayStation 3. Le jeu a été conçu par Masanori Takeuchi.